# Bernardino Nocchi
Bernardino Nocchi (Lucca, 8 maggio 1741 – Roma, 27 gennaio 1812) è stato un pittore italiano.

## Biografia
Bernardino Nocchi è cresciuto artisticamente sotto Giuseppe Antonio Luchi a Lucca fino al 1767. Successivamente si trasferì a Roma nel 1769 con il collega Stefano Tofanelli. I due non furono accettati come studenti da Pompeo Batoni ma riuscirono a inserirsi nella scuola di Niccolò Lapiccola dove sviluppò uno stile barocco con suggestioni neoclassiche.

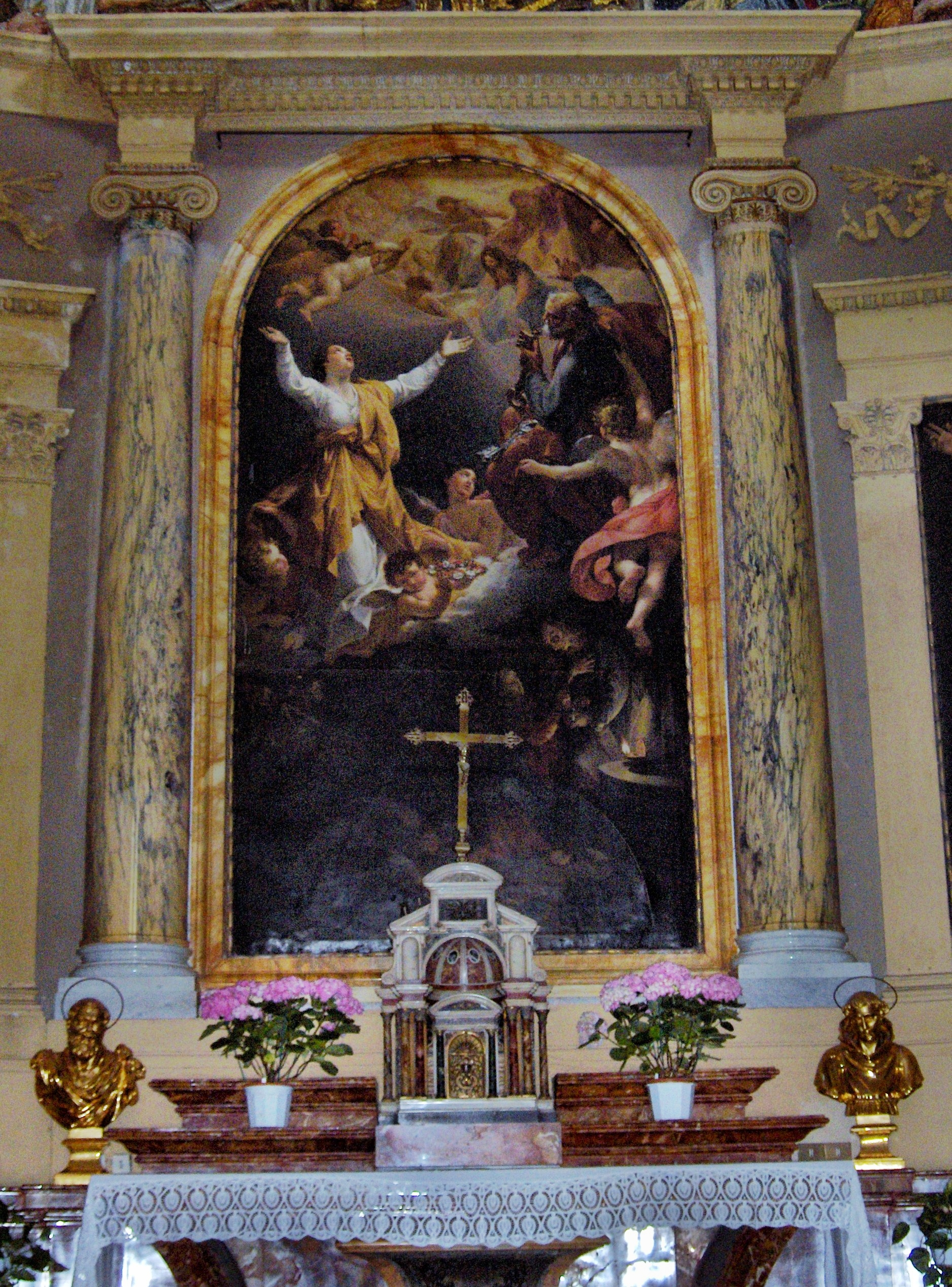
L'apoteosi di Santa Pudenziana, Santa Pudenziana, Roma

Nocchi fu notato da Papa Pio VI nel 1780 il quale gli affidò la pittura dei Sacri Palazzi Apostolici e poi nel 1785 la Stanza delle Stampe della Biblioteca Vaticana. Successivamente Nocchi lavorò anche fuori dalla capitale, in particolare a Gubbio dove nel 1797 realizza Il transito di San Giuseppe nella Chiesa di San Secondo, a Spoleto, a Lucca dove realizza Morte di Sant'Anna nella Basilica di San Frediano nel 1804, a Catania nella chiesa di San Nicolò l'Arena con il dipinto Calvisiano giudica il diacono Euplio, ecc. Tornato a Roma, Nocchi dipinse alcuni dei suoi migliori quadri, come Il principe Camillo Borghese nel 1799, L'apoteosi di Santa Prudenziana, San Novato e San Timoteo nel 1803 e Pio VII nel 1807.
Nocchi muore a Roma nel 1812, senza aver forse espresso a pieno la sua genialità a causa di un temperamento debole e situazioni politiche avverse.
Il figlio Pietro Nocchi eredita le qualità artistiche del padre e continua la tradizione pittorica della famiglia.